# 大正琴
大正琴，又稱名古屋豎琴（中國又稱“鳳凰琴｣”、“大眾琴”，台灣稱“中山琴”），是日本自行發明的樂器，木製中空，有2～12條金屬弦，預備簡單的鍵盤，左手按鍵盤右手戴義甲撥弦彈奏，屬弦樂器的一種。

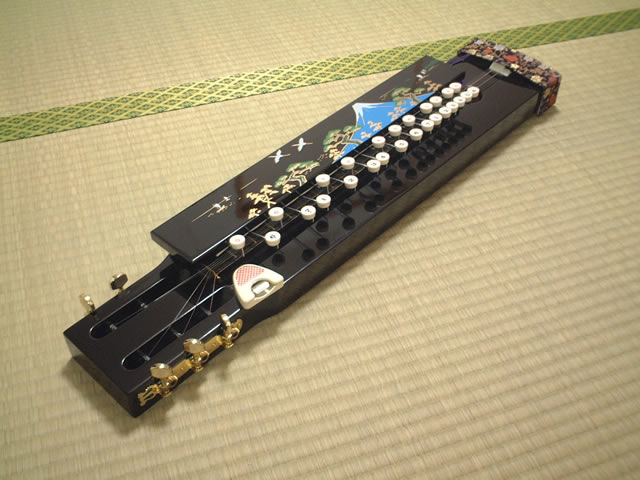
大正琴

## 歷史
相傳是日本名古屋大須森田屋旅館主人的長子森田吾郎（本名 川口仁三郎）於1912年（大正元年）創製。以二弦琴為基礎，加上打字機的鍵盤為靈感發名而成，其鍵序與鋼琴鍵盤類似。剛發明時的音域為2個倍音程，音色也不同於傳統的日本琴（因為傳統的日本琴弦是由絲綢製成的）。由於構造簡單、容易彈奏、音色清脆而深受日本民眾的喜愛，作為一種容易彈奏的家庭用樂器，在大正時代非常流行。在中國則為了紀念中華民國的誕辰及國父孫中山先生的豐功偉業，而定名為“中山琴”。

## 構造
大正琴由琴身、切音板、鍵板、琴鍵、弦軸和琴弦等部分構成。
琴身是呈扁長方形的共鳴箱，它由面板、框板和底板膠合而成。左為琴頭，右為琴尾。面板尾部中央開有一個圓形音孔，在琴身的頭部裡面膠有安裝弦軸的硬木，琴腔內膠有支撐框板和馬子的木條和木柱。琴身底部裝有4個琴腳。
切音板是橫膠於面板中央的木條，按下琴鍵後，能起到控制不同長度的琴弦振動的作用，在切音板的左端嵌有支弦的山口。有的琴在切音板上還鑲有金屬制的音品。
鍵板是按裝琴鍵的木板，表面多作琴的裝飾用，也有塗上美麗商標圖案的，它的底面裝有放鍵桿用的線槽板和勾住健桿的彈簧。
琴鍵包括鍵桿和鍵鈕，它們是用金屬片衝壓成型的，每個鍵鈕上鑲有音名，也有的鍵鈕是用塑膠制的。琴鍵一般有23或24個，分兩排並列，與鋼琴的黑白鍵相同，一排為基本音鍵，另一排為半音鍵。
弦軸與揚琴的弦釘相似，用細鐵棍經砸方和滾螺紋製成，裝於琴頭處，起好轉調音的作用。
琴弦有4～7根的不等，全部使用鋼絲弦，除裡面的一條採用纏弦（作低八度和聲弦）外，其餘各弦使用32號細鋼絲。在琴的尾部，有支弦的馬子和控弦的弦勾板。琴的附屬檔案有用於擰轉弦軸的琴匙和用以撥弦的撥片。

### 音域
由於琴鍵的數量不定（音域寬度至少為12到34音），因此音域也是不定的。 然而，如上所述，它最初為兩個八度音階，僅限於在女高音或相對較高的聲域中演奏。女低音、男高音、男低音音域的大正琴則是在1970年代〜1980年代開發的，因此也可以在較低的音域進行演奏。

### 弦
大正琴的聲音是因為以撥弦發出的，故稍為短暫，但所用的琴弦有細線（普通鋼線三條）、細卷弦、粗卷弦、共五條，所以可同時發二個八度，五條琴弦雖為同音，但在調律時，因琴線粗細不同，所以可發出倍音等效果，而互相共鳴。大正琴最初只有兩條音高相同的弦，後來創造了三到九個琴弦的大正琴，除了相同的音高，鍵盤也開始被延長。卷弦也被用來擴大音域，進而導致12和15弦被創造，但隨著弦的數量增加，演奏變得困難，最終大正琴也鮮少被演奏。

### 材質
下面是主要使用的材質，並非總是如此。
- 面板 - 雲杉、唐檜（日语：トウヒ）
- 側板 - 楓木、毛泡桐、櫸木、刺槐
- 指板 - 紅木、黑檀

### 大正琴的變體

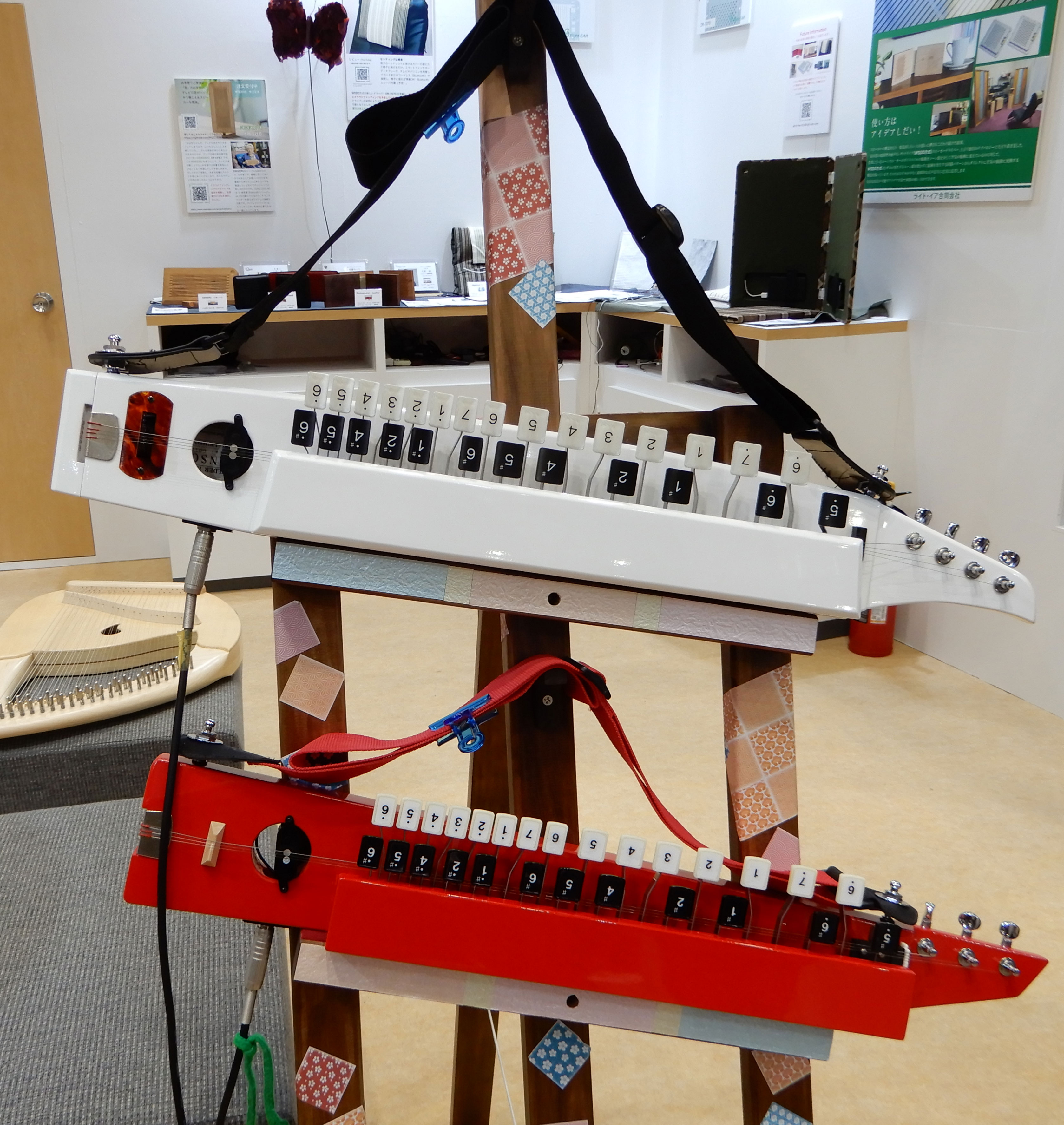
有背帶的電子大正琴

- 通過擴音器放大聲音、以及可以改變為各種音色的電子大正琴，無需調音即可演奏和弦。
- 由川島產業製造的弦樂和電子風琴的“昭和古琴”。
- 加了背帶可以像吉他一樣移動時演奏。

## 演奏方法
- 通常用左手按住琴鍵，用右手撥弦彈奏琴弦。基本思想是將撥片從前面移動到另一側。
- 回彈——在那邊正常彈奏的反方向彈奏。
- 顫音演奏法——雖然基本上只能產生衰減的聲音，但撥片快速來回移動可以產生連續的聲音並發出長音。
- 弓演奏法——使用弓演奏。
- 滑奏法——一種特殊的彈奏方法，可以平滑連續地改變音高。但是現代的大正琴則無法做到這一點。

## 大正琴的傳播和現狀
- 音樂學家小泉文雄（日语：小泉文雄）發表了他的理論，即“大正琴是日本人開發的唯一原創樂器”。村上龍、坂本龍一和淺田彰談“Eve Cafe 超進化論 金屬”中也提到了這個問題。
- 1976年在《別津瑪格麗特（日语：別冊マーガレット）》連載的河川明（日语：河あきら）的《我聽不見故鄉的歌》中，大正琴被用作主角童年記憶的鑰匙。
- 除日本外，還可能在印度、東南亞等地演出。在印度，它們被稱為Bulbul Tarang（英语：Bulbul Tarang）和印度班卓琴[1]，並於2016年製作了一部名為《班卓（英语：Banjo (2016 film)）》的電影。
  - 此外，大正琴傳至非洲大陸，在肯亞被稱為「塔什科塔」，被認為是主要樂器之一[2]。
- 隨著2002年課程的修訂，將“日本樂器”課程作為綜合學習時間的一部分的小學、國中和高中的數量有所增加，其中有時會選擇音樂課程。
- 自從電影辯士山崎雅美（日语：山崎バニラ）使用大正琴之後，媒體的曝光度就增加了。2006年，山崎還以學生身份出現在NHK教育頻道的“和大正琴一起玩（日语：大正琴で弾く）”中。

### 主要流派
由於大正琴是一種歷史不長的樂器，樂器的造型和演奏方法都處於發展階段，所以有很多流派和團體，甚至還有多個聯合各個流派的協會。以下是被認為是主要學校的列表，但需要注意的是，學校和組織不限於此。
- 大正琴協會（日语：大正琴協会） - 1993年成立。
  - 琴城流大正琴振興會（日语：琴城流大正琴振興会） - 1971年成立。琴城式的家本，與琴會分開的組織。
  - 琴傳流（日语：琴伝流） - 1974年成立。
  - 琴修會（日语：琴修会） - 1980年成立。
- 日本大正琴協會（日语：日本大正琴協会） - 作為與上述完全不同的組織於1976年成立，在2000年成為特定非營利活動法人（日语：特定非営利活動法人）
  - しらゆき会(北海道)
  - 秋和流織音会(秋田縣)
  - 華の会(茨城縣)
  - 琴睦会(茨城縣)
  - 絃靖会(千葉縣)
  - 新大正琴絃の会(埼玉縣)
  - 大正琴緑会(埼玉縣)
  - 所沢琴友会(埼玉縣)
  - 絃容会(東京都)
  - 織勝会(東京都)
  - 横浜琴春会(神奈川縣)
  - 大正琴アンサンブル七和会(岡山縣)
  - 琴瞳流・琴鶴会(山口縣)
- 其他
  - 錦正流 - 1923年設立。從大正時代開始存在的流派。
  - 琴生流菊八重會（日语：琴生流菊八重会） - 1981年設立。

### 廣播節目
- 大正琴心的旋律（日语：大正琴こころのメロディー）（CBC電台製作，琴傳流提供）- 2002年開始作為第一個專門針對大正琴的節目。如上所述，大正琴生於名古屋，名古屋的CBC電台正在製作該節目。有關詳細信息，請參閱同一程序的項目。
- 琴伝流ハートミュージアム（由文化放送製作，琴傳流提供）- 播出時間為2013年4月7日至2014年3月30日。
- グッチ裕三 きょうも琴伝流（由文化放送製作，由琴傳流提供）- 用輕鬆的談話傳遞大正琴的新魅力。除了《心的旋律》的製作台CBC電台之外，該節目還將在大正琴本部所在地長野縣信越放送中播出。這將是兩年來的首次。自2011年12月25日《旋律》網停播起半年。2014年3月31日開始播出（CBC廣播、信越4月6日），2016年9月26日結束（CBC廣播、信越9月25日）。
  - 文化放送（關東、製作局）每週一20：00～20：30“グッチ裕三 今夜はうまいぞぉ!（日语：グッチ裕三 今夜はうまいぞぉ!）”節目中的10分鐘
  - CBC廣播（東海）每週日12：50～13：00
  - 信越放送（長野）每週日8：35～8：45
- 愛加あゆ 琴伝流 音楽のコト（日本文化廣播，由 Kotodenryu 提供） - 扮演前寶塚女兒的頂級明星女演員 Ayu Manaka 挑戰大照五的表演，並以通俗易懂的方式向初學者傳達其魅力。做。與之前的節目不同的是，該節目沒有在CBC Radio播出，僅在日本文化廣播和信越廣播兩個電台播出。2016年10月1日（信越10月2日）開始播出，2017年9月30日（信越10月1日）結束。在本節目結束時，大正五和琴電龍提供的廣播節目將不再製作。
  - 文化放送（關東、製作局）每週六6：35～6：45
  - 信越放送（長野）每週日8：35～8：45

## 脚注
1. ↑  田中多佳子. . 儀礼と音楽 I. 民族音楽叢書 (東京書籍). 1990. ISBN 978-4-487-75254-6.p.67,87
2. ↑  『モンバサのターラブ黄金時代 1965-1975』2006年 AFPCD-36308。

## 外部連結
- 公益社団法人 大正琴協会 （页面存档备份，存于）
- NPO法人 日本大正琴協会 （页面存档备份，存于）